# Automobiles Ratier
Automobiles Ratier war ein französischer Hersteller von Automobilen.

## Unternehmensgeschichte
Das Unternehmen wurde 1926 in Montrouge als Teil des Propellerherstellers Établissements Ratier zur Automobilproduktion gegründet. Der Markenname lautete Ratier. 1929 endete die Produktion. Insgesamt entstanden etwa 30 Fahrzeuge.

## Fahrzeuge
Im Angebot standen einige Kleinwagen. Für den Antrieb sorgte ein Vierzylindermotor mit OHC-Ventilsteuerung, 748 cm³ Hubraum (Bohrung × Hub 60 × 66 mm) und 34 PS Leistung. Diese für die damalige Zeit enorme Leistung machte den Wagen eigentlich nur als Rennwagen tauglich. Der Motor war vorne im Fahrzeug montiert und trieb über eine Kardanwelle die Hinterachse an. Zur Wahl standen ein zweisitziger Tourenwagen, ein zweisitziger Sportwagen und ein Coupé. Ab 1927 war ein Kompressor von Cozette erhältlich. Damit stieg die Motorleistung auf 46 PS mit handelsüblichem Benzin und auf 61 PS bei Spezialbenzin. Die Fahrzeuge wurden auch bei Autorennen eingesetzt.
1929 stand ein Modell mit einem Sechszylindermotor in den Katalogen. Bei den gleichen Maßen für Bohrung und Hub wie beim Vierzylindermotor ergab sich ein Hubraum von 1122 cm³. Es ist unklar, ob ein Fahrzeug mit diesem Motor gefertigt wurde.